# A1 (gruppo musicale)
Gli a1 sono una boy band britannica il cui primo singolo, Be The First To Believe, è uscito nel 1999. La formazione era composta da Mark Read, Paul Marazzi, Ben Adams e Christian Ingebrigtsen (originario della Norvegia). A partire dal 2009, Marazzi ha abbandonato il complesso per poi rientrare nel 2017.
Hanno riscosso parecchio successo nell'autunno del 2000 grazie ai singoli Take on Me, cover degli a-ha, e Same Old Brand New You.

## Storia del gruppo

### Gli esordi
La band era stata creata dal manager Tim Byrne, creatore anche degli STEPS. La caratteristica più reclamizzata del gruppo consisteva nel fatto che essi producevano e suonavano da soli gran parte dei propri pezzi, visto che tre componenti su quattro del complesso suonavano un proprio strumento.
Hanno debuttato nel 1999 con il disco Here We Come, pubblicato per l'etichetta discografica Sony BMG e promosso dai singoli Be the First to Believe, Summertime of Our Lives, Everytime, Ready or Not e Like a Rose. Il disco riscosse un discreto successo, piazzandosi al ventesimo posto della classifica britannica e al quarto di quella norvegese, riscuotendo consensi anche con i singoli brani, tutti entrati tra le prime dieci posizioni della classifica britannica.

### Il successo
Hanno raggiunto il culmine del loro successo nell'autunno del 2000, con la pubblicazione di Take on Me, cover dell'omonimo noto brano degli a-ha che ha raggiunto la vetta della classifiche del Regno Unito e della Norvegia, riscuotendo successo anche in altri paesi europei, ottenendo anche lo smash hits award per il miglior videoclip. Supportato anche dal successo del secondo singolo Same Old Brand New You, che ha bissato le prime posizioni in Regno Unito e Norvegia e il successo europeo del precedente, è stato pubblicato il loro secondo disco, The A List, che ha ottenuto il quattordicesimo posto della classifica britannica e il quarto nella norvegese, entrando anche in quella danese. La promozione dell'album è terminata nel 2001 con l'uscita del singolo No More. Nello stesso anno, il gruppo si è aggiudicato il BRIT Awards come "British breakthrough act" e ha eseguito una tournée in Asia; la tappa indonesiana di questo tour, a Giacarta, è apparsa sulle pagine di cronaca nera a causa della morte di quattro ragazzine, rimaste uccise nella ressa di persone che assistevano all'evento.

### Il terzo disco e lo scioglimento
Nel maggio 2002 è stato pubblicato il loro terzo album, intitolato Make It Good, uscito sempre per la Sony BMG e anticipato dal singolo Caught in the Middle. Da questo disco, dalle sonorità più mature dei precedenti, è stato estratto anche un secondo singolo, anch'esso intitolato Make It Good.
Il disco ha riscosso gli stessi buoni risultati di vendita dei precedenti. È stato tuttavia l'ultimo disco prima dello scioglimento del gruppo, avvenuto sempre nel 2002. L'8 ottobre di quell'anno, Paul Marazzi ha infatti lasciato il gruppo per motivi personali, sancendo la definitiva scissione del gruppo.
Nel 2004, due anni dopo il loro scioglimento, la Sony BMG ha pubblicato nella sola Asia la raccolta The Best of a1, contenente registrazioni live inedite, i loro brani pubblicati come singoli e due inediti.
Durante questo lasso di tempo, durante il quale il gruppo è risultato inattivo, uno dei loro componenti, Ben Adams, ha esordito come solista pubblicando il singolo Sorry, che ha raggiunto il diciottesimo posto nella classifica britannica nel giugno 2005. Un altro di loro, Christian, è divenuto molto popolare nel suo paese originario, mentre Mark ha messo a disposizione le sue doti di autore scrivendo brani per altri artisti.

### La reunion e il nuovo album
Il 2009 è stato l'anno della riformazione del gruppo, tornato insieme senza Paul Marazzi. Nello stesso anno è stata pubblicata una seconda raccolta, intitolata A1 Greatest Hits, accompagnata dal singolo Take You Home, brano di successo in Norvegia. Esclusivamente in Norvegia è stato pubblicato il loro quarto album di inediti, uscito nel 2010 e intitolato Waiting for Delight, che ha riportato il gruppo al quinto posto della classifica locale degli album. Questo nuovo lavoro di inediti, uscito a otto anni di distanza dall'ultimo, è stato promosso dai singoli Don't Wanna Lose You Again e In Love and I Hate It.
Nel dicembre 2023 partecipano assieme ai Subwoolfer, dei quali Ben Adams è uno dei due mascherato, al loro singolo natalizio I Think I Killed Rudolph.

## Formazione
- Ben Adams - voce, pianoforte, oboe e violino (1998 - 2002; 2009 -)
- Christian Ingebrigtsen - voce, pianoforte e chitarra (1998 - 2002; 2009 -)
- Paul Marazzi - voce (1998 - 2002; 2017 - )
- Mark Read - voce, pianoforte e batteria (1998 - 2002; 2009 -)

## Discografia

### Album
- 1999 - Here We Come
- 2000 - The A List
- 2002 - Make It Good
- 2010 - Waiting for Daylight
- 2012 - Rediscovered

### Raccolte
- 2004 - The Best of A1
- 2009 - A1 Greatest Hits

### Singoli
- 1999 - Be the First to Believe
- 1999 - Summertime of Our Lives
- 1999 - Ready Or Not/Everytime
- 2000 - Like a Rose
- 2000 - Take on Me
- 2000 - Same Old Brand New You
- 2001 - No More
- 2002 - Caught in the Middle
- 2002 - Make It Good
- 2002 - Nos Differences
- 2009 - Take You Home
- 2010 - Don't Wanna Lose You Again
- 2010 - In Love and I Hate It
- 2023 - I Think I Killed Rudolph (con i Subwoolfer)